# 林丹 (1948年)
林丹（1948年12月—），女，汉族，福建福州人，中国社区工作者，全国优秀共产党员，全国三八红旗手标兵，七一勋章获得者。

## 生平
林丹自从1972年上山下乡运动结束回城后，便一直从事社区工作。1985年8月入党。先后荣获全国优秀共产党员、全国优秀社区工作者等130多项荣誉，曾当选为中国共产党第十七次全国代表大会和第十八次全国代表大会代表。